# Gland (Oise)
Der Gland ist ein Fluss in Frankreich, der in den Regionen Grand Est und Hauts-de-France verläuft. Er entspringt im Gemeindegebiet von Regniowez, im Regionalen Naturpark Ardennen, und entwässert generell in westlicher Richtung. In seinem Oberlauf wird er mehrfach aufgestaut und ihm über den Canal de la Petite Eau Wasser entnommen, das dem weiter südlich verlaufenden Fluss Petit Gland zugeführt wird. Der Gland mündet schließlich nach rund 37 Kilometern im Stadtgebiet von Hirson als linker Nebenfluss in die Oise. 
Auf seinem Weg durchquert der Gland die Départements Ardennes und Aisne.

## Orte am Fluss
- Signy-le-Petit
- La Neuville-aux-Joûtes
- Watigny
- Saint-Michel
- Hirson